# Dekanat Centralno-Zachodni (diecezja Tombura-Yambio)
Dekanat Centralno-Zachodni (ang. Holy Cross Central West Deanery) - jeden z sześciu dekanatów diecezji Tombura-Yambio w Sudanie Południowym z siedzibą w Nzarze.

## Podział administracyjny
Dzieli się na siedem parafii.
| Parafie                                     |               |                       |
| nazwa                                       | rok założenia | duchowny              |
| Nakindo Sene Catholic Parish Nzara          | 1951          | o. Anthony Bangoye    |
| Our Lady of Mercy Catholic Parish Rii-Rangu | 1956          | o. Matthew Sangu      |
| St. Peter Catholic Parish Namaku            | 2012          | o. Anthony Bangoye    |
| Holy Family Catholic Parish Yabua           | 2012          | o. William Gamboripai |
| St. Theresa Catholic Parish Sakure          | 2018          | o. Raphael Diko       |
| St. Justin Catholic Parish Basukangbi       | 2019          | o. Raphael Diko       |
| St. Andrea Catholic Parish Ringasi          | 2019          | o. Benjamin Wasi      |